# Décalcomanies au LSD
 (janvier 2020).
L'histoire des décalcomanies au LSD (appelés blue star tattoo en anglais, « tatouage avec une étoile bleue ») est une légende contemporaine qui prétend que des décalcomanies, avec une étoile bleue ou des personnages de dessins animés pour enfant, sont distribués à des enfants alors qu'elles sont imbibées de LSD.    

## Diffusion
La légende contemporaine est diffusée dans les écoles primaires et collèges américains et prend habituellement la forme d'un dépliant distribué aux parents par les responsables scolaires. Dans le passé, du temps du faxlore, il se présente sous la forme d'une photocopie de mauvaise qualité, issue de plusieurs générations de photocopies. Aujourd'hui, elle circule grâce aux sites internet et aux réseaux sociaux qui le relaient.  
La légende veut que des décalcomanies imbibées de LSD sont décorées d'une étoile bleue (le logo des Dallas Cowboys est souvent mentionné) ou de personnages de dessins animés populaires pour enfants, tels que Mickey Mouse et Bart Simpson, et qu'elles sont distribuées aux enfants afin de les rendre dépendants au LSD (même si le LSD ne crée que rarement des dépendances). 
Le texte alarmiste met en avant le nom d'un hôpital à prévenir ou un «  conseiller du président » à contacter, voire un commissariat de police,.  
En France, documentée dès 1988, la légende contemporaine des tatouages au LSD a ressurgi en 2019[Comment ?],.  

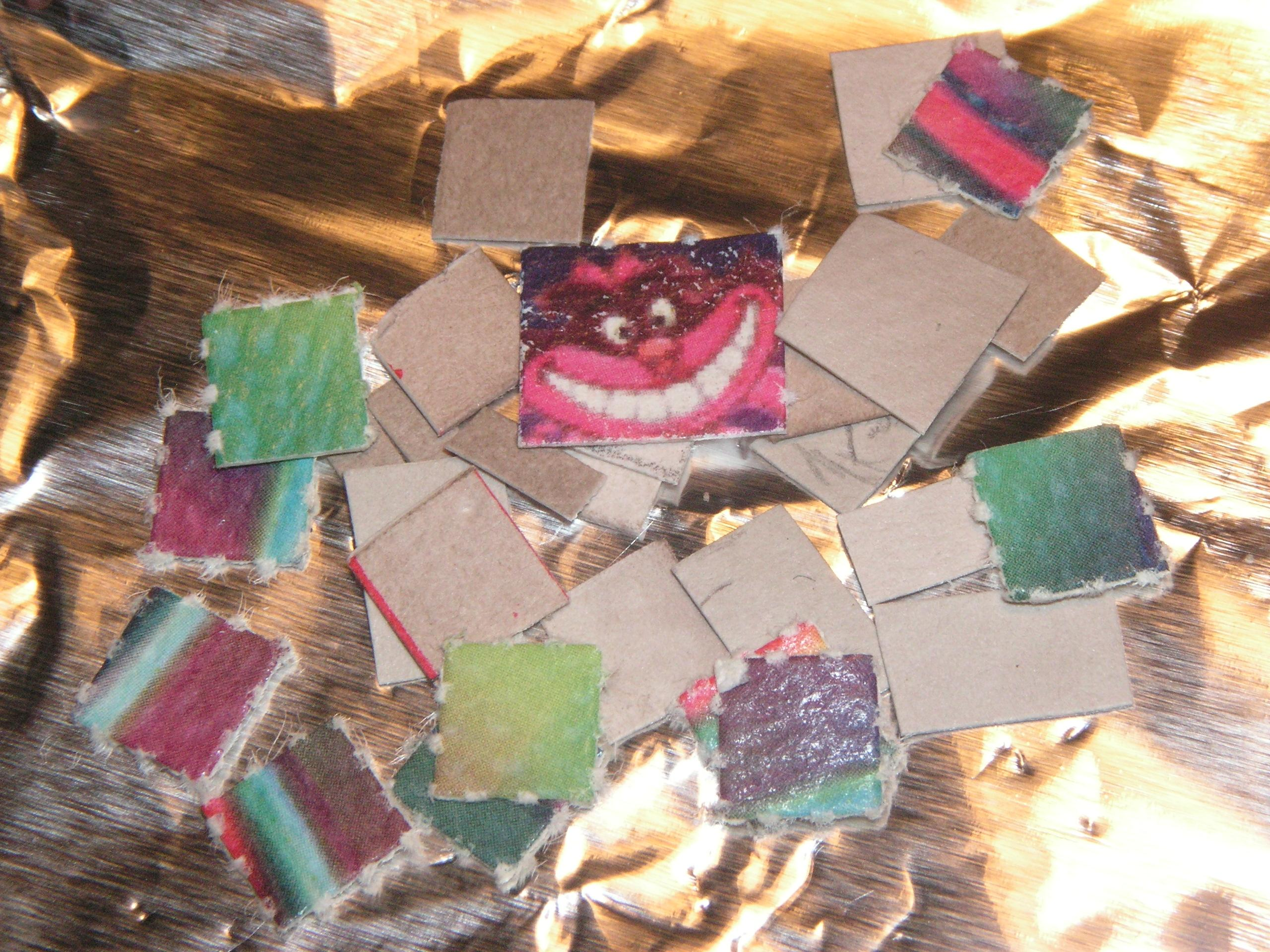
Morceaux de papier décorés, imprégnés de LSD, prêts à la vente (USA, 2010)

## Origine
La légende provient peut-être du fait que le LSD est parfois vendu sous forme de morceaux de papier buvard à placer dans la bouche ; certains sont décorés, y compris de dessins animés. 
Aucun cas réel de distribution de LSD à des enfants de cette manière n'a toutefois été répertorié. De plus, le LSD ne pénètre pas la peau en quantité suffisante pour provoquer une expérience psychédélique, et l'inquiétude concernait les enfants léchant le papier de tatouage avant de le passer sur la peau. 

## Liens extérieurs
- Snopes.com article
- The blue star tattoo legend